# Platstaarten
Platstaarten (Laticauda) zijn een geslacht van slangen uit de familie koraalslangachtigen (Elapidae) en de onderfamilie Elapinae.

## Naam en indeling
De wetenschappelijke naam van de groep werd voor het eerst voorgesteld door Josephus Nicolaus Laurenti in 1768. Er zijn acht soorten, inclusief de pas in 2006 beschreven soort Laticauda saintgironsi. De slangen werden eerder aan andere geslachten toegekend, zoals Coluber, Hydrus, Anguis, Platurus en Hydrophis.

## Uiterlijke kenmerken
De slangen bereiken een lichaamslengte tot ongeveer twee meter. De kop is duidelijk te onderscheiden van het lichaam door de aanwezigheid van een insnoering. De lichaamsschubben zijn glad en overlappen elkaar. De staart is zijwaarts afgeplat.

## Levenswijze
Platstaarten vormen een bijzondere groep van slangen, die zich wat betreft lichaamsbouw en levenswijze tussen de zeeslangen en de koraalslangachtigen bevinden. Ze worden door veel biologen als een aparte onderfamilie (Laticaudinae) binnen de koraalslangachtigen gezien. Alle soorten jagen in de zee, maar schuilen op het land waar ook de eieren worden afgezet. Zeeslangen zijn in de regel levendbarend.

## Verspreiding en habitat
Er zijn acht soorten die voorkomen in delen van Azië en Australië. Zie de soortenlijst voor de exacte verspreidingsgebieden. De habitat bestaat uit ondiepe delen van zeeën, vaak in de buurt van de kust of bij kleine rotseilandjes.

## Beschermingsstatus
Door de internationale natuurbeschermingsorganisatie IUCN is aan alle soorten een beschermingsstatus toegewezen. Drie soorten worden beschouwd als 'veilig' (Least Concern of LC), drie soorten als 'gevoelig' (Near Threatened of NT) en twee soorten als 'kwetsbaar' (Vulnerable of VU).

## Soorten
Het geslacht omvat de volgende soorten, met de auteur en het verspreidingsgebied.
| Naam                                      | Auteur                          | Verspreidingsgebied | Beschermingsstatus |
| ----------------------------------------- | ------------------------------- | --- | ------------------ |
| Ringslangplatstaart (Laticauda colubrina) | Schneider, 1799                 | Indische Oceaan, Golf van Thailand, Golf van Bengalen, Grote Oceaan (India, Sri Lanka, Myanmar, Vietnam, Maleisië, Indonesië, Melanesië, Micronesia, Polynesië, Salomonseilanden, Vanuatu, Filipijnen, Andamanen, Nicobaren, Palau, Taiwan, Nieuw-Guinea, Oost-Timor, Japan, Australië, Nieuw-Zeeland, Fiji, Nieuw-Caledonië, Mexico, El Salvador, Nicaragua) |                    |
| Laticauda crockeri                        | Slevin, 1934                    | Salomonseilanden |                    |
| Laticauda frontalis                       | De Vis, 1905                    | Indische Oceaan (Vanuatu, Nieuw-Caledonië) |                    |
| Laticauda guineai                         | Heatwole, Busack & Cogger, 2005 | Papoea-Nieuw-Guinea |                    |
| Gewone platstaart (Laticauda laticaudata) | Linnaeus, 1758                  | Indische Oceaan, Grote Oceaan, Golf van Bengalen (India, Sri Lanka, Myanmar, Thailand, Indonesië, Filipijnen, China, Andamanen, Maleisië, Papoea-Nieuw-Guinea, Japan, Zuid-Korea, Polynesië, Melanesië, Salomonseilanden, Nieuw-Caledonië, Vanuatu, Fiji, Australië)                                                                                          |                    |
| Laticauda saintgironsi                    | Cogger & Heatwole, 2005         | Indische Oceaan (Nieuw-Caledonië, Loyaliteitseilanden) |                    |
| Laticauda schistorhyncha                  | Günther, 1874                   | Papoea-Nieuw-Guinea, Melanesië, Polynesië |                    |
| Halfbandzeeslang (Laticauda semifasciata) | Reinwardt, 1837                 | Zuid-Chinese Zee, Grote Oceaan (Taiwan, China, Zuid-Korea, Filipijnen, Japan, Indonesië) |                    |